# Fc 2x3/3 12200
La Fc 2x3/3 12200 était une locomotive électrique des Chemins de fer fédéraux suisses (CFF), désignée Ce 6/6 14101 à partir de 1920.

## Historique
La locomotive fut commandée en 1912 à Siemens-Schuckert pour la ligne suédoise « Malmbanan » (Kiruna-Riksgränsen), mais ne fut pas reçue par le commanditaire en raison de la Première Guerre mondiale. Les CFF l'achetèrent en 1919 et elle fut dès lors engagée sur leur réseau, principalement pour en tête de convois marchandises entre Berne et Thoune.

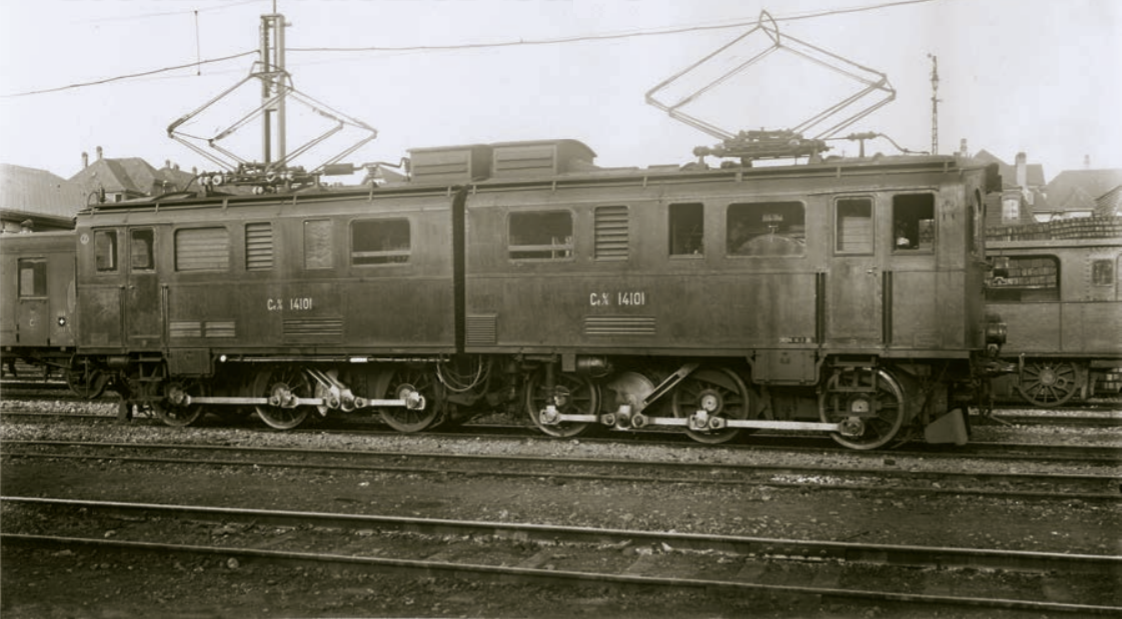
La locomotive, dans les premières années de sa carrière.

En raison du son de scierie mécanique produit par les moteurs à faible vitesse, la locomotive fut surnommée « Röthenbachsäge », du nom d'une scierie près de Röthenbach im Emmental (Canton de Berne)[réf. nécessaire].
En 1937, après seulement 18 années de service, cette machine, renommée Ce 6/6 14101 en 1920, fut retirée du service et démolie, ceci étant dû notamment à son statut de pièce unique qui entraînait des coûts d'entretien élevés.

## Aspects techniques
La Fc 2x3/3 était une locomotive double, composée de deux demi-véhicules solidement reliés entre eux. Chacun d'entre eux possédait un moteur et un transformateur avec tous les éléments de commande nécessaires. Le moteur se trouvait derrière la cabine de conduite et entraînait l'arbre secondaire via une tige. Celui-ci entraînait à son tour les trois essieux logés dans un cadre intérieur par l'intermédiaire de bielles. L'entraînement était donc direct, sans aucune transmission.
Vu de face, la distance entre le premier et le deuxième axe était de 2000 mm, puis l'arbre secondaire suivait à 1100 mm et le troisième axe à 1100 mm. Entre les deux (troisièmes) essieux intérieurs, la distance était de 2530 mm. L'empattement total était donc de 10930 mm.
Chaque roue était freinée d'un côté par une semelle de frein, chaque demi-locomotive possédant un cylindre de frein.